# Estádio Janguito Malucelli
O Estádio Janguito Malucelli, conhecido como Ecoestádio ou Janguitão, foi um estádio brasileiro de futebol localizado na cidade de Curitiba, no estado do Paraná. Era de propriedade do J.Malucelli.
Tornou-se famoso por ser o primeiro "estádio ecológico do Brasil", pois a sua principal arquibancada, de frente ao campo, foi construída com cadeiras plásticas colocadas sobre o morro, sem a utilização de concreto e aproveitando o próprio declive da colina, em degraus recobertos de gramínea (grama). Outro detalhe ecologicamente correto, foi a utilização de madeira de área de reflorestamento na construção dos vestiários, das cabines de imprensa e nos bancos de reservas. Por todas estas características, o estádio também era denominado de Ecoestádio Janguito Malucelli.
O estádio começou a ser utilizado em março de 2007, após o J.Malucelli deixou de disputar suas partidas em São José dos Pinhais. O motivo da mudança foi pela "tentativa de se aproximar da torcida", visto que o Xingu ficava em uma área de difícil acesso. Joel Malucelli também citou que "em Curitiba ficará mais fácil angariar torcedores. Também pretendemos incentivar os nossos empregados, familiares e clientes a freqüentarem o nosso novo estádio".
Em sua melhor fase, o estádio chegou a capacidade máxima de 4.200 torcedores (capacidade de operação conforme CNEF/CBF 2014 era de 3.150 torcedores).

## História
O local onde o estádio foi construído, fazia parte do terreno de uma das sedes do Grupo JMalucelli, situado em frente do Parque Barigüi. Ali tornou-se o campo de treino e um dos locais de mando dos jogos do clube predecessor ao J.Malucelli, o "Malutrom Masters". Com a profissionalização do J.Malucelli, o clube disponibilizou seu antigo CT para a construção pioneira de um estádio onde a utilização do concreto e ferro foram minimamente utilizados. O ferro utilizado, foi aproveitado de dormentes de uma ferrovia desativada, e o madeirame, de área de reflorestamento.
No domingo, 8 de julho de 2007, em jogo válido pela Copa Paraná diante do Cianorte, houve a inauguração do estádio. Neste jogo, o J.Malucelli venceu por 1x0 e o primeiro gol anotado no novo estádio, foi do meia Diogo Gomes.  

### Recorde de público
O recorde absoluto e final (já que o estádio é extinto), ocorreu no sábado, dia 24 de novembro de 2012, na última rodada da série B do campeonato brasileiro, quando houve o clássico entre o Atlético e o Paraná Clube (Paratico) que terminou empatado em 1x1. Neste jogo, 6.609 torcedores compareceram ao estádio.

### Era Atlético Paranaense
Em 2012, o Atlético Paranaense mandou seus jogos no estádio, devido a Arena da Baixada estar fechada para as obras de reforma para a Copa do Mundo de 2014. Para receber partidas da Série B do Brasileirão, o local passou por obras de adequação e ampliação. Conforme exigências da Confederação Brasileira de Futebol (CBF), o estádio deve ter um mínimo de 10.000 pessoas para receber jogos da competição. Assim, o locatário instalou arquibancadas tubulares, que logo após o campeonato foram desmontados.
Devido ao estádio não possuir iluminação artificial na época, todos os jogos foram realizados às 15h, e no dia 4 de setembro de 2012 o rubro negro fez sua "estreia" no Ecoestádio contra o Boa de Varginha (MG) onde venceu por 2x1. No campeonato paranaense deste mesmo ano, o Atlético mandou vários jogos no Janquito, mas com a locação negociada jogo a jogo.
Com os jogos do rubro negro no local, o clube bateu o recorde de público em seguidos jogos, como em setembro de 2012, contra o CRB, com o público de 3.585 torcedores ou como nas partidas: Atlético x Guaratinguetá Futebol Ltda., no dia 27 de outubro, com 6.346 espectadores; Atlético x Paraná Clube, novembro de 2012, com 6.609 torcedores. As marcas anteriores eram 3.474 torcedores, em jogo de fevereiro de 2012, entre o próprio Atlético com o Roma Esporte Clube no campeonato paranaense. O recorde de público com mando do J.Malucelli foi em 2008, em partida tendo como visitante o Coritiba, onde 2.173 torcedores estiveram presentes.
O rubro negro utilizou o estadio nos Estaduais de 2012 e 2013 e em 2014, até a semi-final, e na primeira fase da Copa do Brasil de 2013. Por questão de segurança e exigência, o Atlético teve que achar outro lugar para jogar a Série A do Brasileirão de 2013 e os clássicos. 

### Iluminação
Com a renda do aluguel para o Atlético Paranaense, foi possível a instalação do sistema de iluminação, com quatro torres de refletores, além da pequenas reformas e melhorias do estádio, principalmente na troca do gramado visando a Copa do Mundo. O sistema foi inaugurado em 14 de março de 2013, no jogo Atlético x Nacional Atlético Clube.

### Copa FIFA 2014
Para a Copa do Mundo de 2014, a Federação Internacional de Futebol (FIFA) homologou o estádio como campo oficial de treino para as seleções, principalmente pela adequação do gramado as padrões FIFA (dimensões de 103,00 m x 74,00 m). Entre as oito seleções que jogaram a competição em Curitiba, as equipes da Russia, Equador e Nigéria utilizaram o estádio como CT.

### O fim
Com a extinção do "J.Malucelli Futebol S/A" em dezembro de 2017, o "Grupo JMalucelli", dono do clube e do estádio, alugou o local para o ex-futebolista Paulo Rink em meados de 2018 para ser usado como uma "escolinha de futebol". Porém, o contrato foi rescindido em abril de 2019.
No segundo semestre de 2019, o Grupo JMalucelli vendeu o terreno de sua sede no Parque Barigüi, que incluía a área total do estádio, para a "Construtora Avantti". Em 2021, as estruturas do antigo estádio foram removidas (arquibancadas e os vestiários, cabines de imprensa e todas as dependências cobertas) para a construção de dois empreendimentos com vista para a BR-277: um condomínio de casas de alto padrão e outro comercial.

## Maiores públicos
Os maiores públicos do estádio foram:
- 1º - 24 de novembro de 2012 - Atlético 1 x 1 Paraná - público: 6.609 pessoas[5]
- 2º - 27 de outubro de 2012 - Atlético 3 x 0 Guaratinguetá - público: 6.346 pessoas[6]
- 3º - 22 de setembro de 2012 - Atlético 2 x 1 Ceará - público: 6.005 pessoas[carece de fontes?]
- 4º - 11 de setembro de 2012 - Atlético 4 x 1 CRB - público: 3.585 pessoas[8]
- 5º - 1 de fevereiro de 2012 - Atlético 4 x 0 Roma de Apucarana - público: 3.474 pessoas[10]
- 6º - 26 de março de 2008 - J.Malucelli 3 x 2 Coritiba - público: 2.173 pessoas[11]